# Marjorie Clark
Pour les articles homonymes, voir Clark.
Marjorie Rees Clark (née le 6 novembre 1909 à Bulwer et morte le 15 juin 1993) est une athlète sud-africaine spécialiste du 80 mètres haies. Affiliée au Albion Ladies Athletic Club, elle mesurait 1,72 m pour 65 kg.

## Biographie

### Palmarès
| Date | Compétition                  | Lieu        | Résultat | Épreuve         | Performance |
| ---- | ---------------------------- | ----------- | -------- | --------------- | ----------- |
| 1928 | Jeux olympiques d'été        | Amsterdam   | 5e       | Saut en hauteur | 1,48 m      |
| 1932 | Jeux olympiques d'été        | Los Angeles | 3e       | 80 mètres haies | 11 s 8      |
| 1932 | Jeux olympiques d'été        | Los Angeles | 5e       | Saut en hauteur | 1,58 m      |
| 1934 | Jeux de l'Empire britannique | Londres     | 1re      | 80 mètres haies | 11 s 8      |
| 1934 | Jeux de l'Empire britannique | Londres     | 1re      | Saut en hauteur | 1,60 m      |

### Records
| Épreuve         | Performance | Lieu | Date |
| --------------- | ----------- | ---- | ---- |
| 80 mètres haies | 11 s 8      |      | 1931 |
| Saut en hauteur | 1,606 m     |      | 1934 |